# Eric Ellerud
Eric Paridon Carlsson Ellerud, ursprungligen Carlsson, född 28 december 1895 i Slöinge församling, Hallands län, död 21 oktober 1971 i Nynäshams församling, Stockholms län, var en svensk agronom och studieledare. Han var en av grundarna till Svenska Landsbygdens Studieförbund (SLS) samt dess första ordförande och riksstudieledare. Eric Ellerud var far till politikern Elve Ellerud.

## Biografi

### Bakgrund
Ellerud genomgick han Osby lantmannaskola 1917 och Önnestads folkhögskola 1920–1922. Han studerade därefter lantbruksvetenskap vid Ultuna lantbruksinstitut åren 1923–1925. Under denna tid tog han efternamnet Ellerud. Efter avlagd agronomexamen arbetade han i två år som inspektor vid Vesslö gård i Kläckeberga socken i Kalmar län.

### Studieledare
I februari 1919 bildade Eric Ellerud Hallands första SLU-avdelning i Slöinge. Tillsammans med sin bror Rudolf Carlsson inledde han arbetet med att skapa en lokal studie- och diskussionsverksamhet i Gåsabol nordost om Slöinge för bygdens ungdomar som inte hade något forum för fritt meningsutbyte. I september 1920 samlade han några av sina kamrater i SLU-avdelningen för att starta en studiecirkel som fick namnet Fria tankars hem.
Den 11 juni 1930 konstituerades Svenska Landsbygdens Studieförbund (SLS) vid ett stormigt SLU-möte i Falköping med rösterna 9–6. Ellerud som utarbetat organisationsplanen och stadgeförslag utsågs då till styrelseledamot, ordförande samt riksstudieledare (titlarna förbundsstudieledare och studierektor förekom också). Ordförandeskapet lämnade han över efter ett år till Nils Larsson i Kälkebo, men den senare rollen skulle han vara kvar vid mycket längre. Ellerud skrev under åren flera handböcker och artiklar som publicerade av studieförbundet. Han var även förbundets ordförande i Södermanlands distrikt med start 1935.
Ellerud avgick från befattningen som studierektor på SLS efter 25 år 1955 och efterträddes av Karl Högermark. Vid denna tid hade SLS 38 000 medlemmar och 4 500 studiecirklar. Han tilldelades samma år hedersbeteckningen ”förbundets banbrytare och organisatör”. 1955 var också året då Ellerud tilldelades Vasaorden av kung Gustaf VI Adolf för sitt arbete inom svenskt studiefrämjande. 10 år senare fick han SLS:s finaste utmärkelse – guldnålen.

### Övriga uppdrag
Eric Ellerud var ombudsman samt sekreterare och kassör för Bondeförbundet och SLU inom Kalmars distrikt 1930–1933 och ombudsman för Bondeförbundet inom Södermanlands distrikt 1933–1935. Han var även medlem i Riksförbundet Landsbygdens folk. Ellerud var ledamot i Försvarsväsendets personalvårdsnämnd 1942–1947 och därefter i Försvarets upplysnings- och personalvårdsnämnd 1948–1955.

## Död
Eric Ellerud dog 75 år gammal i oktober 1971 på Muskö i Nynäshamns kommun. Hans sista ord var ”Herren gav och Herren tog. Lovat vare Herrens namn.”

## Familj
Erik Ellerud var son till lantbrukaren Carl Johan och Charlotta Pettersson. Han gifte sig första gången med Aina Ingeborg Rydberg 1933 och andra gången med Astrid Holmgren. I det senare äktenskapet föddes politikern Elve Ellerud. Ellerud fick även döttrarna Solvig och Barbro.

## Utmärkelser
- Riddare av 1:a klassen av Kungl. Vasaorden, 6 juni 1955.[9]
- Svenska Landsbygdens Studieförbunds guldnål, 27 september 1965.[10]